# Зост (Німеччина)
Зост (нім. Soest,  [ˈzoːst]) — місто в Німеччині, знаходиться в землі Північний Рейн-Вестфалія. Підпорядковується адміністративному округу Арнсберг. Входить до складу району Зост.
Площа — 85,81 км². Населення становить 47 206 ос. (станом на 31 грудня 2020).

## Географії

### Сусідні міста та громади
Зост межує з 6 містами / громадами:
- Бад-Зассендорф
- Ензе
- Ліппеталь
- Менезе
- Верль
- Вельфер